# Askskiktdyna
Askskiktdyna (Daldinia concentrica) är en svampart som först beskrevs av James Bolton, och fick sitt nu gällande namn av Ces. & De Not. 1863. Askskiktdyna ingår i släktet Daldinia och familjen kolkärnsvampar.  Arten är reproducerande i Sverige. Inga underarter finns listade i Catalogue of Life.

## Beskrivning
Askskiktdynan är en saprotrof på död ved av ask eller bok. Den bildar fruktkroppar året om. Fruktkropparna är runda eller kuddformade och mellan 2 och 10 centimeter stora. De är till en början matt rosa-bruna, men blir med tiden svarta och glänsande. Det yttre skalet spricker lätt, och det hårda fruktköttet inuti har tydliga koncentriska ringar av svart och grått. Sporerna släpps ut från det yttre skalet genom perithecier och bildar en mörk hinna på träet runt svampen.
En förväxlingsart till askskiktdynan är stubbdyna (Kretzschmaria deusta), vars fruktkroppar dock inte blir runda och heller inte har koncentriska ringar inuti.

## Ekologi
Askskiktdynan är en saprotrof och dödar därför inte sitt värdträd, utan lever endast av död ved som den bryter ned. Många insekter och andra smådjur lever inuti askskiktdynans fruktkroppar, och larverna till fjärilsarten jättepraktmal (Harpella forficella) äter svampen.

## Användning
Svampen har länge använts som fnöske, och i Spanien har man hittat spår av svampen i en utgrävning av en 7 000 år gammal bosättning. Den torra fruktkroppen fattar lätt eld av gnistor från flinta och stål.

## Tradition
På engelska kallas svampen "King Alfred's cakes", efter 800-talskungen Alfred den store. Enligt myten sökte Alfred skydd undan plundrande vikingar hos en bondkvinna som bad honom passa hennes bröd som stod i ugnen. Alfred råkade bränna brödet och fick skäll av bondkvinnan, och svampen har således fått sitt namn eftersom den liknar små brända bullar.
Ett annat engelskt namn är "cramp balls", eftersom man trodde att det lindrade kramper om man bar med sig svampen. Ytterligare ett namn är "coal fungus", antagligen på grund av den kolsvarta färgen och för dess egenskaper som fnöske.

## Bildgalleri

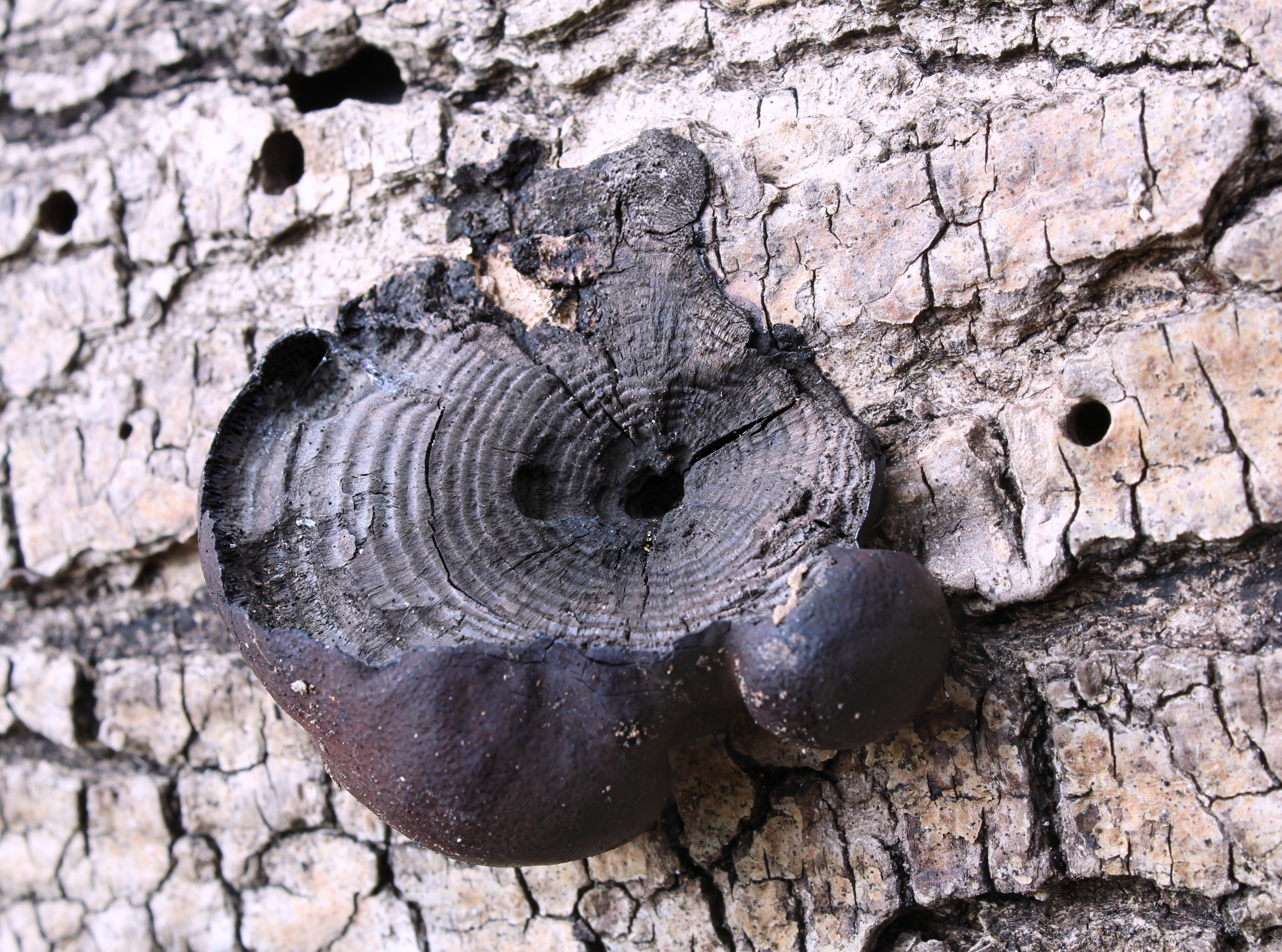
Koncentriska ringar inuti en fruktkropp.
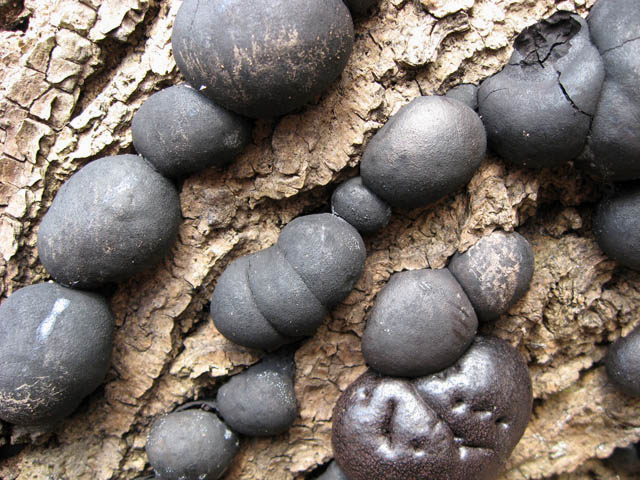
Askskiktdyna på en ask i Skottland.
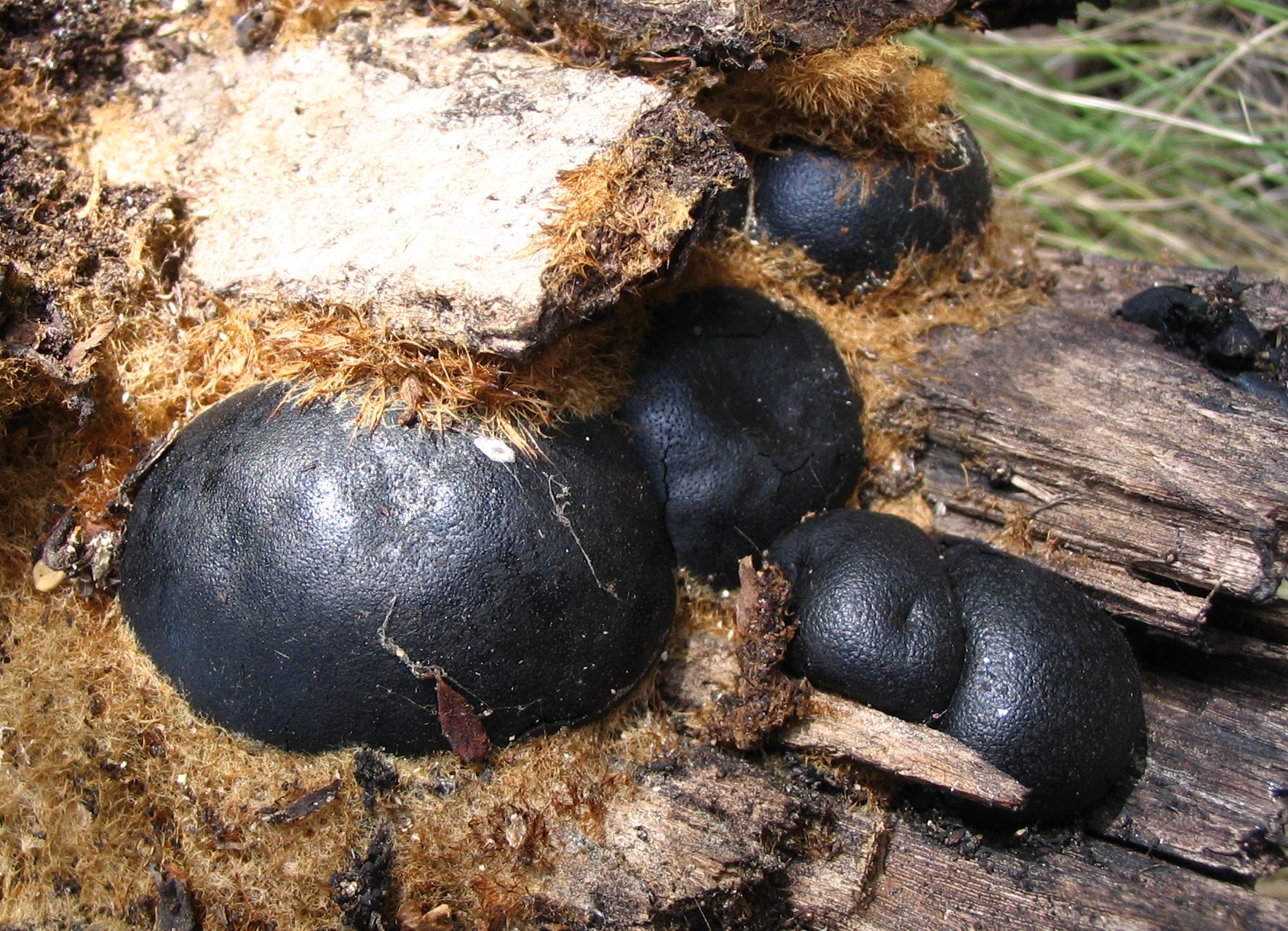
Askskiktdyna på en stubbe i Frankrike.
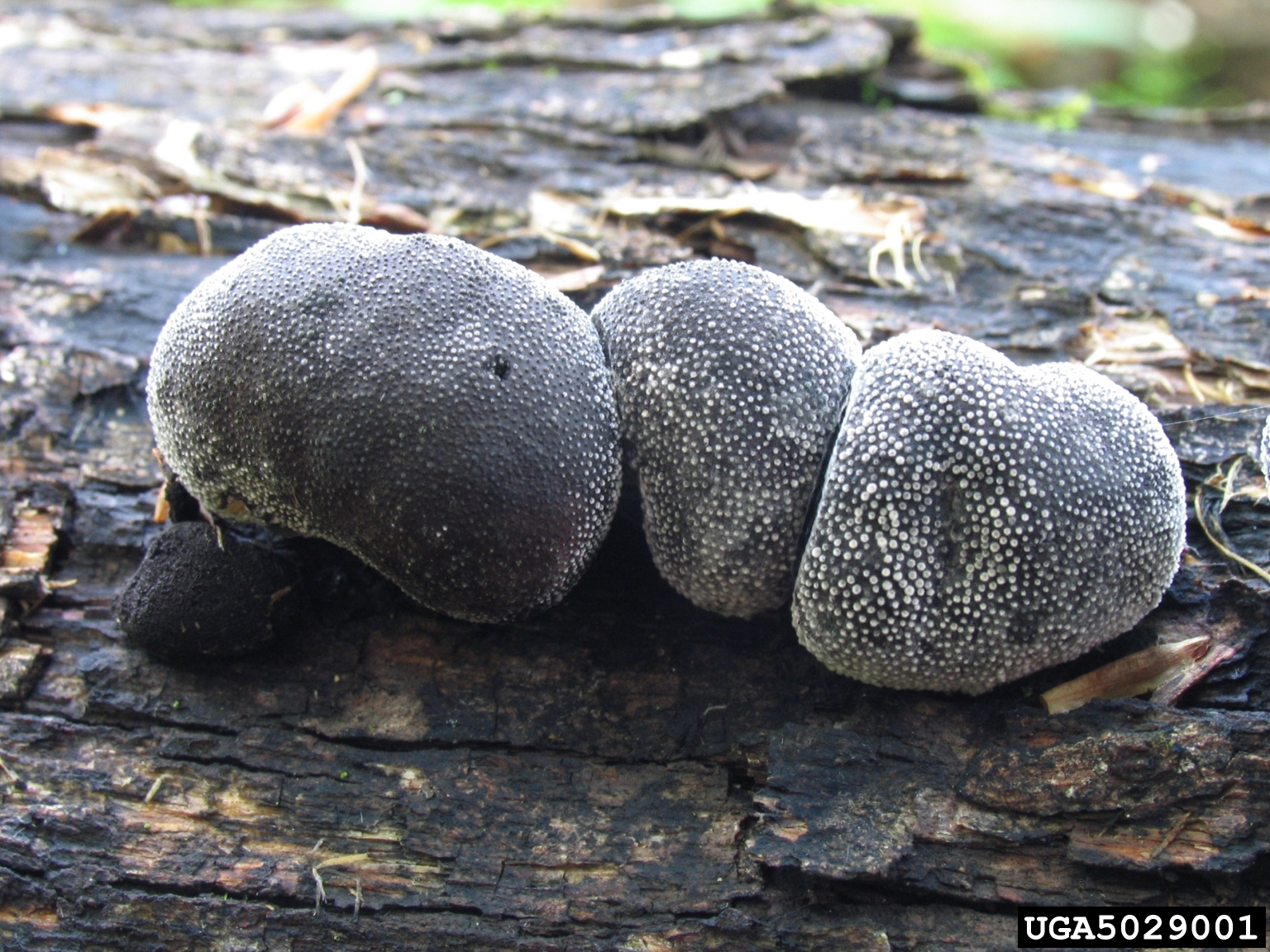
Askskiktdyna i USA.